# Баклуша (посёлок)
Баклуша — упразднённый посёлок в Умётском районе Тамбовской области России. На момент упразднения входил в состав Софьинского сельсовета.

## География
Урочище находится в восточной части Тамбовской области, в лесостепной зоне, в пределах Приволжской возвышенности, на левом берегу реки Вяжли, на расстоянии примерно 13 километров (по прямой) к юго-западу от рабочего посёлка Умёт, административного центра района. Абсолютная высота — 133 метра над уровнем моря.

### Климат
Климат умеренно континентальный, относительно сухой, с холодной продолжительной зимой и жарким летом. Средняя температура воздуха самого холодного месяца (января) — −11,5 °C (абсолютный минимум — −40 °C); самого тёплого месяца (июля) — 20,4 °C (абсолютный максимум — 40 °С). Среднегодовое количество атмосферных осадков составляет 450—500 мм. Продолжительность залегания снежного покрова составляет в среднем 136 дней.

### Часовой пояс
Посёлок Баклуша, как и вся Тамбовская область, находится в часовой зоне МСК (московское время). Смещение применяемого времени относительно UTC составляет +3:00.

## История
Исключён из учётных данных в октябре 2017 года, как фактически прекративший своё существование.